# Čichalov
Čichalov település Csehországban, a Karlovy Vary-i járásban. Čichalov Vrbice, Lubenec, Chyše, Verušičky és Žlutice településekkel határos. Lakosainak száma 178 fő (2024. január 1.).

## Népesség
A település lakosságának változását az alábbi diagram mutatja:
| Lakosok száma | 580  | 562  | 494  | 238  | 224  | 151  | 157  | 171  | 164  | 178  |
|               | 1869 | 1900 | 1921 | 1961 | 1980 | 2011 | 2016 | 2019 | 2021 | 2024 |